# Paul Van Nevel

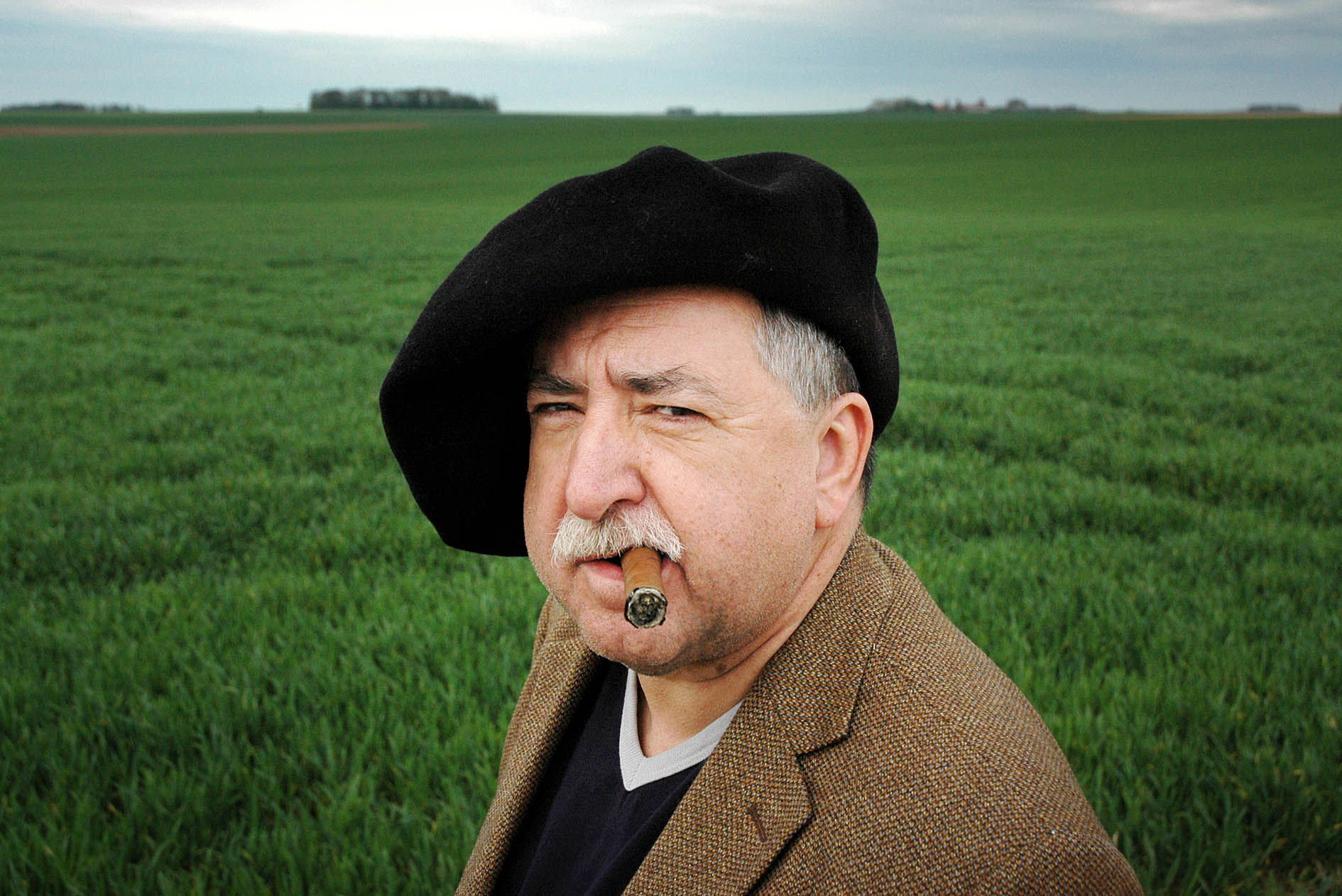
Paul Van Nevel

Paul Van Nevel (* 4. Februar 1946 in Hasselt) ist ein belgischer Dirigent, Musikwissenschaftler und Kunsthistoriker. Schwerpunkt seiner Arbeit ist die polyphone Chormusik des späten Mittelalters und der Renaissance.

## Leben
In einer musikliebenden Familie aufgewachsen, sang Van Nevel bereits als Jugendlicher täglich bis zu vier Stunden. Außerdem regte der Vater ihn an, alle Musikinstrumente zu erlernen, die sich im Haushalt befanden. Paul Van Nevel begann seine Musikstudien am Maastrichter Konservatorium, bevor er von 1969 bis 1971 an der Schola Cantorum Basiliensis studierte. Dort gründete er 1971 das Huelgas-Ensemble.
Der Name des Ensembles verweist auf das Zisterzienserkloster Santa María la Real de Las Huelgas im Westen von Burgos, wohin der junge Musikwissenschaftler als 24-Jähriger mit einem Empfehlungsschreiben von belgischen Stellen reiste. Während seines zweiwöchigen Aufenthalts in diesem Kloster hatte er die Gelegenheit, die hier archivierten jahrhundertealten Partituren zu studieren.
In der Folgezeit widmete er sich intensiv der flämischen polyphonen Musik des 15. und 16. Jahrhunderts. Dank seiner Arbeit erlebten zahlreiche Komponisten aus dieser Zeit, wie Johannes Ciconia, Nicolas Gombert, Cipriano de Rore, Josquin Desprez, Jacobus de Kerle, Orlando di Lasso, Clemens non Papa, eine Renaissance.
Für seine Verdienste erhielt er 1994 den Prix in Honorem der Académie Charles Cros. Seine Einspielungen mit dem Huelgas-Ensemble erhielten ebenfalls zahlreiche Auszeichnungen, wie den Diapason d’or (1996, 2014 und 2015), den Echo Klassik Preis (1997 und 2010), den Cannes Classical Award (1998), den Choc de l’année – Le Monde de la musique (2000, 2003, 2017 und 2022) sowie den Opus Klassik (2019 und 2022).
Van Nevel war Gastprofessor am Sweelinck Konservatorium Amsterdam.
Seit 2007 ist er mit der hannoverschen Musikerin und Musikhochschuldozentin Silke Jacobsen verheiratet. Er lebt in Hannover und Leuven/Belgien. Auch sein Neffe Erik Van Nevel ist Musiker.

## Schriften
- Het landschap van de polyfonisten: de wereld van de Franco-Flamands. Lannoo, Tielt 2018, ISBN 978-94-014-5399-8 (niederländisch).
- Nicolas Gombert en het avontuur van de Vlaamse polyfonie. Libri Musicae, Wolvertem 1992, ISBN 90-73737-01-X (niederländisch, französisch).
- Johannes Ciconia (ca. 1370–1411). Jura, Berchem 1981 (niederländisch, französisch).